# アンリ・デュナン

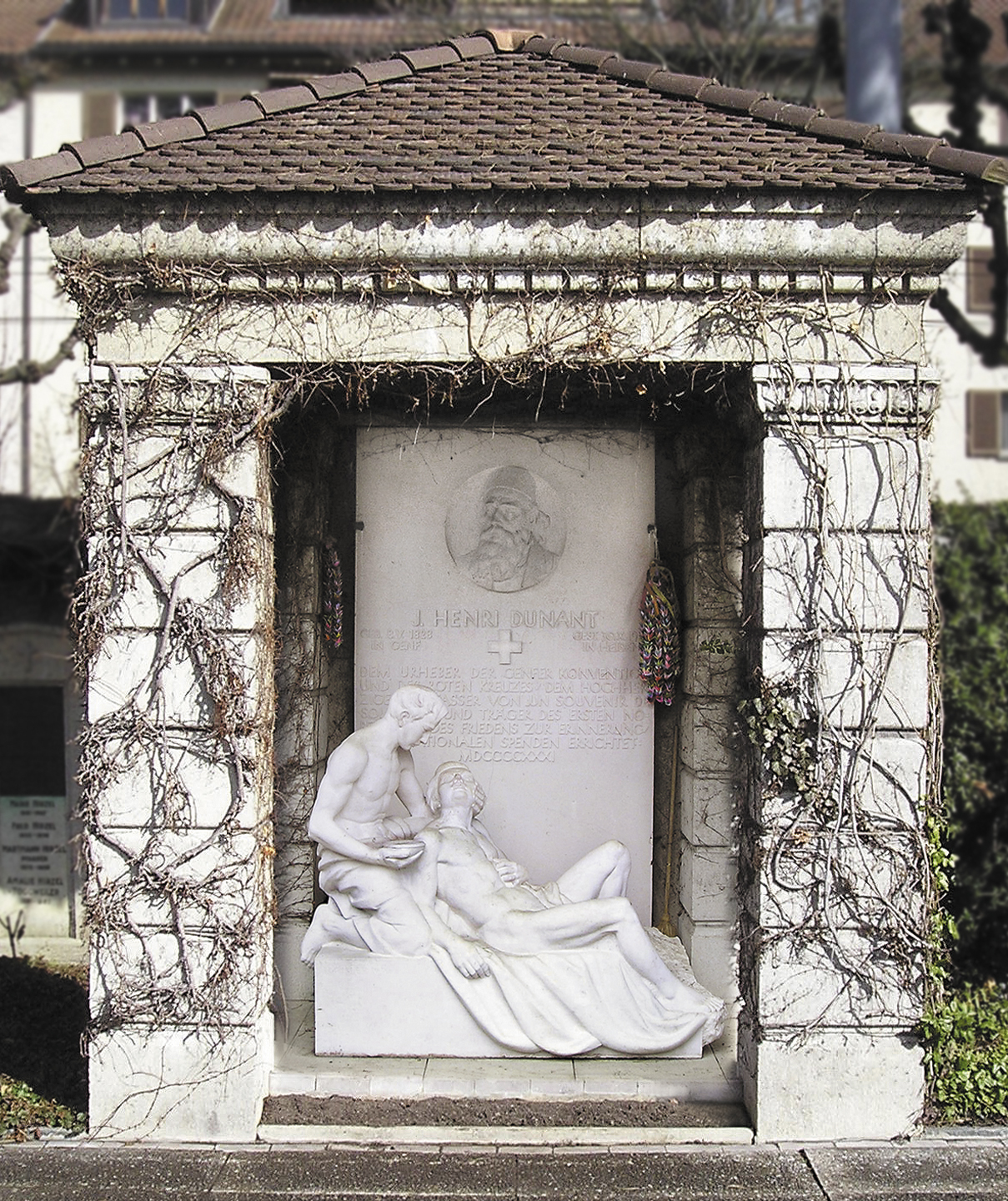
デュナンの墓

ジャン＝アンリ・デュナン（Jean-Henri Dunant、1828年5月8日 - 1910年10月30日）は、スイスの実業家。赤十字社を創設者。1901年に「第1回ノーベル平和賞」を受賞した。

## 略歴・人物
1828年5月8日、ジュネーヴの名の知れた旧家に5人兄弟の長男として生まれ、厳格なカルヴァン派の伝統のなかで育てられた。父親のジャン＝ジャック・デュナンは政治・経済界の名士で、共和国代議員や福祉孤児院の所長を務め、母親のアンヌ・アントワネットは名門コラドン家の出身で、福祉活動に熱心だった。
1838年、デュナンはジュネーブの名門校、カルヴァン学校に入学するも、学業不振により3年で退学。家庭教師による補習授業で教養を身につけた。やがて、慈善団体のメンバーとして働くようになった。
1849年、デュナンは、2年間の見習いを終え、ポール・ルラン・エ・ソテ銀行の正社員となった。銀行員として熱心に仕事をこなす傍ら、キリスト教活動にも尽力、西ヨーロッパ諸国の若い福音運動家たちと交流を図るようになっていった。
当時、ジョージ・ウィリアムズによって、ロンドンでキリスト教青年会（YMCA）が創設されていた。青年キリスト教徒たちの合同集会などを開催していたデュナンは、YMCAを「各国のキリスト教団体が連携を図れるような国際的な組織にすること」を提唱した。
1852年、デュナンによって「ジュネーブYMCA」が設立された。
1853年、勤務先の銀行からフランスの植民地であるアルジェリアへの出張を命じられる。そこで差別と迫害と貧困に苦しむ現地のアラブ人やベルベル人に衝撃を受けた。 
1854年、ポール・ルラン・エ・ソテ銀行を退職。
1855年、デュナンによってパリで「YMCA世界同盟」が結成された。
1858年、アルジェリアで現地の人々の生活を助けるための農場と製粉会社の事業を始めた。しかし水利権の許可が下りなかったことで事業が上手く行かず借金が嵩む。
1859年、事業の支援（水利権の獲得）の請願のため、イタリア統一戦争に介入してオーストリア帝国と戦っていたナポレオン3世に会いにいき、北イタリアでソルフェリーノの戦いに遭遇した。この戦いは両軍合わせて20万を超える軍隊が衝突し、4万人近くの死傷者が出る激戦だった。デュナンは戦場に放置された死傷者の姿をみて、その救援活動をしている地元の女性たちの群れに入り、自らも救援活動に参加し、1週間滞在した。何故敵味方分け隔てなく救済するのかと尋ねられ、「人類はみな兄弟」と答えたのは有名。
1862年、その体験を書いた『ソルフェリーノの思い出』を出版、戦場において敵味方の区別なく負傷者の救護に当ることを目的とする赤十字の創設の契機となった。
デュナンがフローレンス・ナイチンゲールの活動を高く評価していたため、委員会が「傷病者や障害者または紛争や災害の犠牲者に対して、偉大な勇気をもって献身的な活躍をした者や、公衆衛生や看護教育の分野で顕著な活動あるいは創造的・先駆的貢献を果たした看護師」（全世界で隔年（西暦で奇数年）で50人以内）に対して贈る記念章に名前を残している。なお、ナイチンゲール自身は赤十字社活動には関わっておらず、むしろボランティアによる救護団体の常時組織の設立には真っ向から反対していた。これはマザー・テレサと同様、「構成員の自己犠牲のみに頼る援助活動は決して長続きしない」ということを見抜いていたためである。そして「構成員の奉仕の精神にも頼るが、経済的援助なしにはそれも無力である」という考え方があったからだといわれている。
1863年、ジュネーヴで「国際負傷軍人救護常置委員会（通称5人委員会）」が結成され、デュナンはその委員に選出され、国際会議の召集のために奔走し、遂に16ヶ国が参加した最初の国際会議がスイスのジュネーブで開催され、赤十字規約10カ条を採決することに成功、各国に戦時救護団体が組織され、国際組織赤十字社の誕生に発展した。
その一方で、デュナンの人生は転落していった。当時、理事を務めていたジュネーブ信託銀行が1865年に倒産したのをきっかけに、アルジェリアでの事業が決定的な打撃を受け、株主らから裁判所へ訴えられたことで、5人委員会からは辞職を求められ、1867年、故郷のジュネーブを去り、生涯戻らなかった。辞職後、裁判所から破産宣告を受け、約20年もの間、消息を絶つ。 
その後、赤十字の活動範囲は戦争捕虜に対する人道的救援、一般的な災害被災者に対する救援へと拡大していったが、彼自身はこの活動から身を引き、世間からも忘れられていった。
この間、パリやロンドン、ストラスブールなどで姿を見かけられることもあったが、駅舎で寝泊まりするなど浮浪者同然の生活であった。1876年、貧困のどん底の状態であったデュナンは、シュトゥットガルトの避難所に現れ、そこで世話をしていたワーグナー牧師が、自分の家の2階の屋根裏部屋を貸し与え、下宿生活が始まった。この時期に、ルドルフ・ミューラー教授と知り合っている。 
1887年、健康を損なったデュナンは、スイス東北部のハイデンに現れ、ここで3年余り下宿生活を続け、ハイデンの赤十字社創設に深く関わった。その後、他の町へ移住するが、再びハイデンに帰郷し、1892年から死去するまで、病院長のアルテル博士の世話で、ハイデンの公立病院の一室を住居とした。晩年はここで執筆活動を行い自叙伝などを書き記した。 
1895年、スイス東部の新聞「オスト・シュヴァイツ」の編集者がデュナンを訪ね、彼の書いた記事がシュトゥットガルトの週間新聞に大きく掲載されると、長い間忘れ去られていたデュナンの功績が再び脚光を浴び、ルドルフ・ミューラー教授がノーベル平和賞の選考委員会に推薦したことで、1901年「第1回ノーベル平和賞」の受賞につながった。
1910年10月30日、82歳で静かにその生涯を閉じるまで、質素な生活を貫いた。死後、ほとんど手付かずだった賞金は、遺言により、スイスとノルウェーの赤十字社に寄付された。
なお赤十字のマークは、彼の母国であるスイスの国旗の赤白の配色を逆にしたものとされている。現在、ハイデンにアンリ・デュナン博物館がある。また、彼の誕生日である、5月8日は「世界赤十字デー」となっている。
デュナンは赤十字を創設したため「赤十字の父」と呼ばれている。